# Udacity

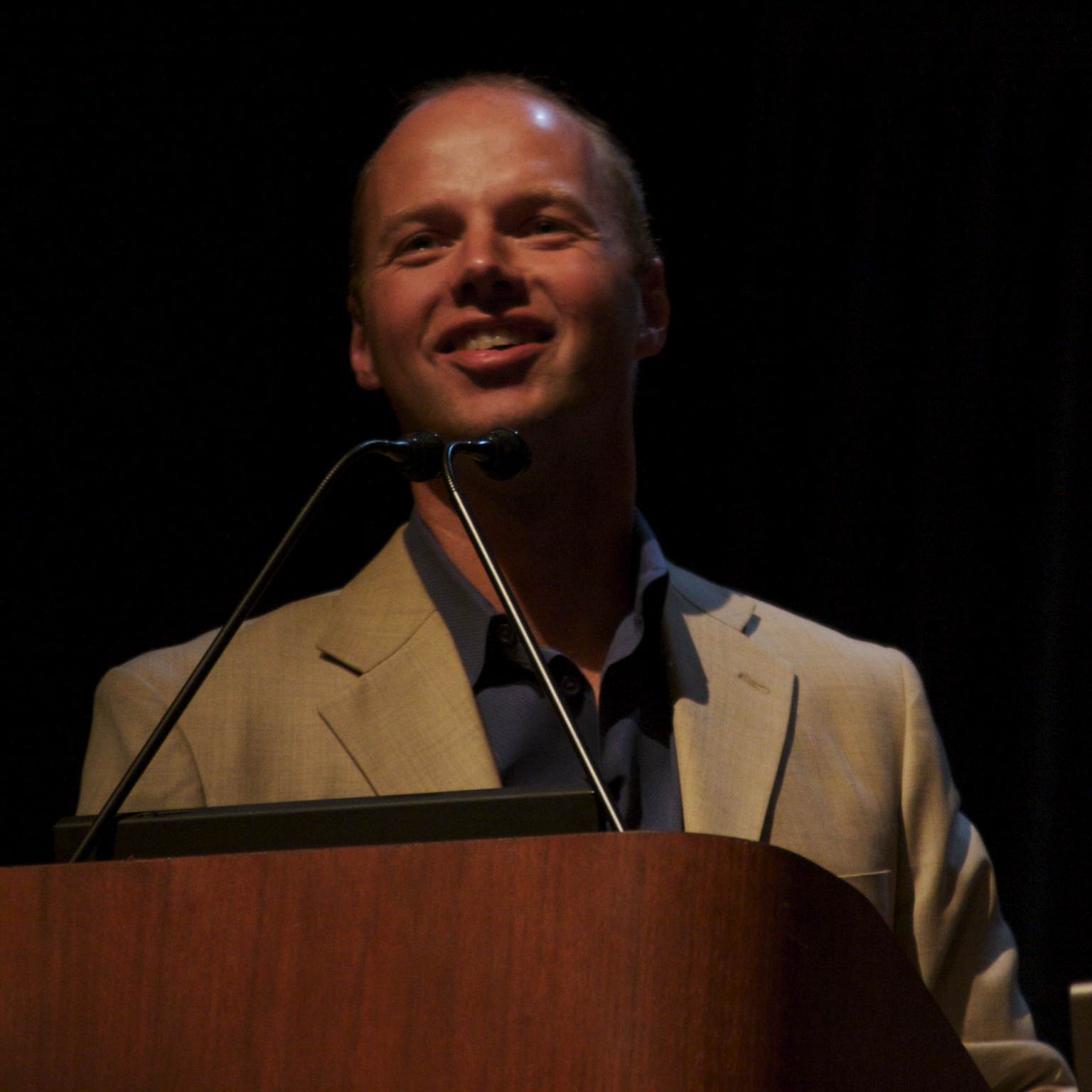
2006年，Udacity联合创始人Sebastian Thrun

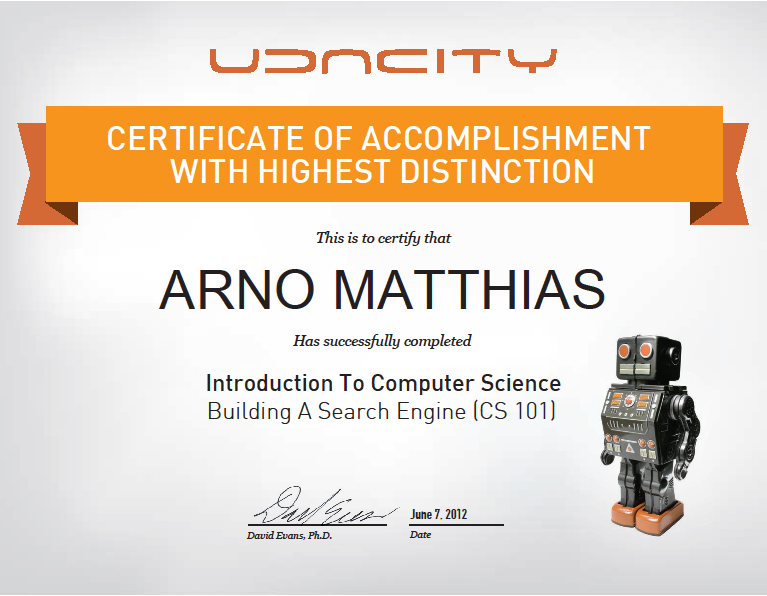
Udacity证明书

Udacity是由Sebastian Thrun, David Stavens和Mike Sokolsky注资的一个私立教育组织，它的目标是实现自主學習。
在2011年，斯坦福大学开创了免费计算机科学的课堂。 截至2012年九月, Udacity有12个开放课堂。 Thrun声明在斯坦福的以前人工智能介绍的课堂已有16万学生注册后，他希望50万学生会注册， 以及截至2012年3月九千位学生已经注册开始的2堂课。 Udacity在2012年DLD大会上被推广。 Udacity由风投公司Charles River Ventures和Thrun个人资金30万美元注资。2014年取消证书制度推出纳米学位（Nanodegree）。在2016年4月，进驻中国推出优达学城。
原本Udacity致力於提供大學式（university-style）教育環境，而後改變成為提供技職教育為主，專注於培養學生工作上所需之技能。
Thrun在Udacity的工作被卫报列举在倡导开放互联网的人员的名单中。

## 融资历史
- 2012年1月，Udacity, Inc.获得CRV独家500万美元A轮融资。[12]
- 2012年10月，Udacity, Inc.完成 Andreessen Horowitz 领投的1500万美元B轮融资，CRV和Steve Blank（个人）跟投。
- 2014年9月，Udacity, Inc.完成 Andreessen Horowitz、CRV、Valor Capital Group、Drive Capital、Cox Enterprises等共同投资的3500万美元C轮融资。
- 2015年11月，Udacity, Inc.完成 Bertelsmann 领投的1.05亿美金D轮融资，Andreessen Horowitz、CRV、GV、Drive Capital、Baillie Gifford等跟投。
- 2020年11月，Udacity, Inc. 获得 Hercules Capital 独家7500万美元债务融资资金。
- 2021年1月-6月，Udacity, Inc. 获得Asas Capital和Crimson Investment Fund二级市场投资。
- 2021年7月，Udacity, Inc. 获得SharesPro 550万美元二级市场投资。[12]

## 课堂情况
在2012年2月20日Udacity同时启动2个课堂， 由弗吉尼亚大学
Dave Evans教授课程为 "CS 101: Building a Search Engine/CS101：建立一个搜索引擎", 和Thrun教授 "CS 373: Programming a Robotic Car/CS 373:一辆机器汽车的编程"的课堂。两个课堂都使用Python编程语言。在2012年8月23日，关于创业的一个新课堂EP245被宣布，它会由退休了并多次创业的Steve Blank传授。

## 参照
1. 1 2  . All Things Considered, National Public Radio. 23 January 2012.
2. ↑  . MSNBC. 25 January 2012  [25 January 2012]. （原始内容存档于2012-10-15）.
3. ↑  .   [2012-08-30]. （原始内容存档于2012-09-01）.
4. ↑  .   [2012-08-30]. （原始内容存档于2012-02-10）.
5. ↑  DeSantis, Nick. . Chronicle of Higher Education. 23 January 2012  [25 January 2012]. （原始内容存档于2012-04-12）.
6. ↑  . New York Times. 4 March 2012  [20 March 20120]. （原始内容存档于2019-04-08）. Authors list列表中的|first1=缺少|last1= (帮助);
7. ↑  Salmon, Felix. . Reuters.com. 23 January 2012  [25 January 2012]. （原始内容存档于2018-10-04）.
8. ↑  卡卡. . 卡卡MOOC資源站. 2014-05-30  [2016-08-28]. （原始内容存档于2016-08-23）.
9. ↑  .   [2016-08-28]. （原始内容存档于2019-06-06）.
10. ↑  . Fastcompany.   [2018-12-08]. （原始内容存档于2019-03-29）.
11. ↑  Ball, James. . The Guardian. 20 April 2012  [21 April 2012]. （原始内容存档于2013-03-05）.
12. 1 2  . 2021-08-15  [2021-08-16]. （原始内容存档于2021-08-16）.
13. ↑  Graham, Blake. . The Airspace. 24 January 2012  [2012-08-30]. （原始内容存档于2017-06-29）.
14. ↑  .   [2012-08-30]. （原始内容存档于2012-08-27）.